# Weather and Forecasting
Le journal scientifique Weather and Forecasting est une publication de l’American Meteorological Society (AMS). Les articles choisis sont tous reliés aux techniques d'observation et de prévision météorologique, à la vérification des prévisions et à des études d’événements marquants. On y retrouve également des articles sur l'évaluation des changements apportés à la prévision grâce à des changements dans les modèles de prévision numérique du temps et le transfert de connaissance entre les chercheurs et la communauté des météorologues en exploitation.
Comme toutes les publications de l'American Meteorological Society, les articles publiés depuis plus de cinq ans sont accessibles gratuitement en ligne.